# Charlie McCully
Charles Findlay McCully (Motherwell; 30 de abril de 1947-Meriden; 23 de octubre de 2007), más conocido como Charlie McCully, fue un futbolista escocés nacionalizado estadounidense que jugó como centrocampista.

## Selección nacional
Como ciudadano naturalizado, jugó once partidos con la selección de Estados Unidos entre 1973 y 1975. Su último partido fue una derrota por 2-0 ante México el 25 de agosto de 1975 en la Copa Ciudad de México 1975, en la que jugó junto a su hermano Henry McCully.

## Clubes
| Club                    | País           | Año       |
| ----------------------- | -------------- | --------- |
| Stirling Albion         | Escocia        | 1966      |
| Philadelphia Ukrainians | Estados Unidos | 1967      |
| Boston Beacons          | Estados Unidos | 1968      |
| GASL Cosmos             | Estados Unidos | 1969-1970 |
| New York Cosmos         | Estados Unidos | 1971-1973 |
| Connecticut Wildcats    | Estados Unidos | 1973      |
| Rhode Island Oceaneers  | Estados Unidos | 1974      |
| Hartford Bicentennials  | Estados Unidos | 1975-1976 |
| Washington Diplomats    | Estados Unidos | 1976      |
| Connecticut Yankees     | Estados Unidos | 1977      |

## Palmarés

### Títulos nacionales
| Título                       | Equipo                 | País           | Año  |
| ---------------------------- | ---------------------- | -------------- | ---- |
| North American Soccer League | New York Cosmos        | Estados Unidos | 1972 |
| American Soccer League       | Rhode Island Oceaneers | Estados Unidos | 1974 |